# Femke Maes
Femke Maes (Lokeren, 22 februari 1980) is een voormalig Belgische voetbalster die speelde voor RSC Anderlecht, Eendracht Aalst, Rapide Wezemaal, Willem II, Djurgårdens IF, FCR 2001 Duisburg en het Belgisch voetbalelftal.

## Carrière
Maes begon haar voetbalcarrière in 1987 bij de jeugd van FC Daknam. In 1990 ruilde ze die club in voor de Sinaai Girls. In 1994 maakte ze de overstap naar Anderlecht, waar ze op 4 maart 1995 haar debuut maakte in de hoogste klasse. Na een aantal succesvolle jaren stapte ze in 1998 over naar Eendracht Aalst, waar ze ook diverse prijzen won. In 2002 vertrok ze naar Rapide Wezemaal, waar ze tot 2007 speelde. In die periode won ze diverse titels, zowel individueel als met de club en speelde ze diverse duels in de UEFA Women's Cup. Ze schopte het zelfs tot kapitein van het nationale team.
In 2007 koos ze toch voor een avontuur in het buitenland. Ze ruilde Rapide Wezemaal in voor het Nederlandse Willem II om daar mee te gaan doen in de nieuwe Eredivisie voor vrouwen. Maes werd aanvoerder van dat elftal en won in haar eerste jaar de Gouden schoen. Op 27 mei 2008 werd bekend dat ze per 1 juli 2008 aan de slag gaat bij het Zweedse Djurgården. Ze tekende een contract voor anderhalf jaar, met een optie om na een half jaar naar Nederland terug te keren. In haar eerste half jaar in Zweden kwam ze tot tien competitieoptredens, waarin ze tweemaal tot scoren kwam. Haar elftal eindigde op een vijfde plaats in de competitie. Toch zou ze daarna niet meer spelen in Zweden. Ze vertrok in januari van 2009 naar Duitsland, omdat ze graag dichter bij huis wou voetballen. In FCR 2001 Duisburg vond ze een club en tekende er een contract voor anderhalf jaar en won onder andere de UEFA Women's Cup met de club. In 2011 zette ze een punt achter haar carrière, waarna ze bij marktonderzoeksbureau GfK ging werken.

## Erelijst

### In clubverband
- Kampioen van België (11): 1995, 1997, 1998 (RSC Anderlecht), 1999, 2000, 2001, 2002 (Eendracht Aalst), 2004, 2005, 2006, 2007 (Rapide Wezemaal)
- Beker van België (7): 1996, 1998 (RSC Anderlecht), 2000, 2002 (Eendracht Aalst), 2003, 2004, 2007 (Rapide Wezemaal)
- UEFA Women's Cup (1): 2009 (FCR 2001 Duisburg)
- DFB-Pokal (2): 2009, 2010 (FCR 2001 Duisburg)

### Individueel
- Winnares Gouden Muiltje: 2002
- Sportvrouw van Lokeren: 2003
- Voetbal*ster Eerste Klasse: 2004/05, 2006/07
- Topschutster: 2006/07 (gedeelde 1e plek met Kirstel Verelst en Isabelle Ebhodaghe)
- Gouden schoen: 2007/08

## Statistieken
| Seizoen | Club              | Land      | Competitie     | Wedstrijden | Doelpunten |
| ------- | ----------------- | --------- | -------------- | ----------- | ---------- |
| 1994/95 | RSC Anderlecht    | België    | Eerste Klasse  | ?           | ?          |
| 1995/96 | RSC Anderlecht    | België    | Eerste Klasse  | ?           | ?          |
| 1996/97 | RSC Anderlecht    | België    | Eerste Klasse  | ?           | ?          |
| 1997/98 | RSC Anderlecht    | België    | Eerste Klasse  | ?           | ?          |
| 1998/99 | Eendracht Aalst   | België    | Eerste Klasse  | ?           | ?          |
| 1999/00 | Eendracht Aalst   | België    | Eerste Klasse  | ?           | ?          |
| 2000/01 | Eendracht Aalst   | België    | Eerste Klasse  | ?           | ?          |
| 2001/02 | Eendracht Aalst   | België    | Eerste Klasse  | ?           | ?          |
| 2002/03 | Rapide Wezemaal   | België    | Eerste Klasse  | ?           | ?          |
| 2003/04 | Rapide Wezemaal   | België    | Eerste Klasse  | ?           | ?          |
| 2004/05 | Rapide Wezemaal   | België    | Eerste Klasse  | ?           | ?          |
| 2005/06 | Rapide Wezemaal   | België    | Eerste Klasse  | ?           | 27         |
| 2006/07 | Rapide Wezemaal   | België    | Eerste Klasse  | ?           | 22         |
| 2007/08 | Willem II         | Nederland | Eredivisie     | 19          | 4          |
| 2008    | Djurgården        | Zweden    | Damallsvenskan | 10          | 2          |
| 2008/09 | FCR 2001 Duisburg | Duitsland | Bundesliga     | 13          | 6          |
| 2009/10 | FCR 2001 Duisburg | Duitsland | Bundesliga     | 20          | 7          |
| 2010/11 | FCR 2001 Duisburg | Duitsland | Bundesliga     | 21          | 6          |